# 보컬로이드 (소프트웨어)
보컬로이드(영어: VOCALOID)는 노래 음성 합성 애플리케이션이자 보컬로이드 시리즈에서 출시된 첫 번째 엔진이다. 이후, 보컬로이드 2가 그 뒤를 이었다. 

## 역사
보컬로이드와 관련된 가장 초기의 알려진 개발은 2년 전에 야마하의 자금 지원을 받아 진행된 프로젝트였다. 엘비스라는 코드명으로 명명된 이 프로젝트는 단 한 곡을 위해 필요한 방대한 보컬 빌딩 규모 때문에 제품으로 출시되지 못했다. 이 프로젝트는 추후 보컬로이드를 위해 시험되고 시도될 많은 초기 모델과 아이디어를 확립한 것으로 평가된다.
야마하는 2000년 3월에 보컬로이드 개발을 시작했으며, 2003년 3월 5일부터 9일까지 독일 박람회 Musikmesse에서 처음으로 발표하였다. 이 소프트웨어는 Daisy Bell이라는 노래를 참고하여 Daisy라는 이름으로 만들어졌으나, 저작권 문제로 인해 이 이름은 보컬로이드로 변경되었다.
최초의 보컬로이드인 레온과 롤라는 2004년 3월 3일에 Zero-G 스튜디오에서 출시되었으며, 둘 다 가상 솔 보컬리스트로 판매되었다. 레온과 롤라는 2004년 1월 15일 NAMM Show에서 처음 공개되었다. 레온과 롤라는 와이어드 넥스트페스트 기간 중 Zero-G Limited 부스에서도 시연되었으며 2005년 일렉트로닉 뮤지션 에디터스 초이스 어워드를 수상했다. Zero-G는 이후 2004년 7월 미리암 스톡클리가 목소리를 제공한 미리암을 출시했다. 같은 해 말, 크립톤 퓨처 미디어도 야마하가 개발한 최초의 일본 보컬로이드인 메이코를 카이토와 함께 출시했다. 2005년 6월, 야마하는 엔진 버전을 1.1로 업그레이드했다. 이후 모든 보컬로이드 엔진을 보컬로이드 1.1.2로 업데이트하는 패치가 출시되었으며, 소프트웨어에 새로운 기능이 추가되었으나 엔진의 출력 결과에는 차이가 있었다. 2004년부터 2006년까지 총 5개의 보컬로이드 제품이 출시되었다.
모든 보컬로이드 1 제품은 2014년 1월 1일에 영구적으로 단종되었다. 

## 제품
총 5개의 제품이 이 엔진 버전용으로 출시되었다. 

### 레온
영어로 노래할 수 있는 남성 보컬이 출시되었다. 그는 2004년 1월 15일에 출시되었다.

### 롤라
레온의 보조 보컬로 출시된 여성 보컬 롤라 역시 영어로 노래한다. 역시 2004년 1월 15일에 출시되었다.
롤라는 또한 모든 보컬로이드 중에서 웹사이트 니코니코 동화에서 가장 오래된 보컬로이드 작품을 가지고 있는 것으로도 알려져 있다. 롤라는 또한 히라사와 스스무에 의해 영화 파프리카의 여러 트랙에 사용되었다.

### 미리암
미리암 스톡클리의 목소리를 기반으로 한 미리암은 엔진용으로 출시된 세 번째 영어 보컬이었다. 2004년 7월 1일에 출시된 미리암은 레온과 롤라보다 개선되었고 더 부드러운 톤의 보컬을 가졌다.

### MEIKO
MEIKO는 야마하가 개발한 두 일본어 보컬 중 첫 번째로, 두 가지 다른 제안 중에서 이름이 선택되었다. 개발 중에는 메구미라는 이름도 고려되었으나 최종 결정이 내려지기 전이었다. 메이코라는 이름은 성우인 하이고 메이코와 어울리도록 선택되었다. MEIKO의 상업적 취급은 크립톤 퓨처 미디어에서 담당했으며 2004년 11월 5일에 출시되었다. 메이코는 판매된 보컬로이드 제품 중 일곱 번째로 인기가 많았으며, 크립톤 퓨처 미디어 자체 보컬로이드 중 가장 인기가 없었다.

### KAITO
MEIKO의 보조 남성 보컬인 KAITO는 2006년 2월 17일 일본어 버전 소프트웨어용으로 출시되었다. KAITO는 야마하가 개발했으며 원래 타로라는 코드명이었다. KAITO는 처음에는 상업적으로 실패한 것으로 인식되어 판매가 부진했으며, 메이코의 3,000장에 비해 500장만 판매되었다. 메이코에 비해 판매 부진은 DTM 매거진의 독자층이 80%가 남성이었기 때문으로 추정되었다. 2008년에는 갑자기 판매량이 증가하여 사사키 와타루와 크립톤 퓨처 미디어의 다른 직원들을 놀라게 했고, 2010년에는 MEIKO를 인기로 앞질렀다.